# 1925년 전조선중등이상학교인천경성간역전경주
1925년 전조선중등이상학교인천경성간역전경주는 전조선중등이상학교인천경성간역전경주의 1925년 시즌 육상 역전 대회이다. 1925년 5월 16일에 일제강점기 조선 경기도 인천부부터 경성부까지 코스로 개최되었다.

## 경기 코스
인천부 인천세관부터 경성부 광화문 체신국까지 25.61mi 거리를 6개 구간으로 나눠 계주가 진행되었다.
| 구간 | 기점      | 종점   | 거리  | 비고 |
| ---- | --------- | ------ | ----- | ---- |
| 1    | 인천 세관 | 주안   | 4.1mi |      |
| 2    | 주안      | 부평   | 3.4mi |      |
| 3    | 부평      | 소사   | 3.3mi |      |
| 4    | 소사      | 오류동 | 3.7mi |      |
| 5    | 오류동    | 영등포 | 3.9mi |      |
| 6    | 영등포    | 경성   | 5.8mi |      |

## 육상단
| 육상단                    | 도시 | 첫 참가 | 횟수 | 배번 | 비고 |
| ------------------------- | ---- | ------- | ---- | ---- | ---- |
| 경기도공립사범학교 육상단 | 경성 | 1925    | 1    | 7    |      |
| 경성고등예비학교 육상단   | 경성 | 1925    | 1    | 8    |      |
| 배재고등보통학교 육상단   | 경성 | 1925    | 1    | 3    |      |
| 보성고등보통학교 육상단   | 경성 | 1925    | 1    | 6    |      |
| 선린상업학교 육상단       | 경성 | 1925    | 1    | 2    |      |
| 수원고등농림학교 육상단   | 수원 | 1925    | 1    | 9    |      |
| 양정고등보통학교 육상단   | 경성 | 1925    | 1    | 1    |      |
| 중앙고등보통학교 육상단   | 경성 | 1925    | 1    | 4    |      |
| 휘문고등보통학교 육상단   | 경성 | 1925    | 1    | 5    |      |

## 경기 결과
| 순위 | 육상단                    | 선수 | 선수   | 선수 | 선수 | 선수 | 선수   | 기록      | 비고 |
| 순위 | 육상단                    | 1    | 2      | 3    | 4    | 5    | 6      | 기록      | 비고 |
| ---- | ------------------------- | ---- | ------ | ---- | ---- | ---- | ------ | --------- | ---- |
| 1    | 양정고등보통학교 육상단   | 불명 | 불명   | 불명 | 불명 | 불명 | 강찬격 | 2:36:37.1 |      |
| 2    | 배재고등보통학교 육상단   | 불명 | 박요한 | 불명 | 불명 | 불명 | 불명   | 2:45:19.4 |      |
| 3    | 수원고등농림학교 육상단   | 불명 | 불명   | 불명 | 불명 | 불명 | 불명   | 2:45:40.1 |      |
| 4    | 중앙고등보통학교 육상단   | 불명 | 불명   | 불명 | 불명 | 불명 | 불명   | 2:46:08.3 |      |
| 5    | 선린상업학교 육상단       | 불명 | 불명   | 불명 | 불명 | 불명 | 불명   | 2:49:22.0 |      |
| 6    | 휘문고등보통학교 육상단   | 불명 | 불명   | 불명 | 불명 | 불명 | 불명   | 3:01:48.3 |      |
| 7    | 경성고등예비학교 육상단   | 불명 | 불명   | 불명 | 불명 | 불명 | 불명   | 3:11:53.4 |      |
| 8    | 경기도공립사범학교 육상단 | 불명 | 불명   | 불명 | 불명 | 불명 | 불명   | DNS       | 기권 |
| 8    | 보성고등보통학교 육상단   | 불명 | 불명   | 불명 | 불명 | 불명 | 불명   | DNS       | 기권 |

## 참고 문헌
- 대한체육회 100주년 기념사업부 (2020). 《대한민국 체육 100년》. 대한체육회.
- 《대한민국 체육 100년 Ⅰ 통사 (민족과 함께 한 대한민국 체육 100년)》. 대한체육회. 2020.
- 《대한민국 체육 100년 Ⅱ 민족의 구심체, 조선체육회 (1920~1945)》. 대한체육회. 2020.
- 《대한민국 체육 100년 Ⅲ 세계를 향한 도전 (1945~1980)》. 대한체육회. 2020.
- 《대한민국 체육 100년 Ⅳ 스포츠로 꽃피운 대한민국 (1981~2000)》. 대한체육회. 2020.
- 《대한민국 체육 100년 Ⅴ 스포츠강국을 넘어 선진국으로(2001~2020)》. 대한체육회. 2020.
- “全朝鮮中等及專門學校對抗(전조선중등급전문학교대항) 京城仁川間(경성인천간)리레競走(경주)”. 조선일보. 1925년 4월 4일.
- “씨슨劈頭(벽두)의快擧(쾌거)! 我社(아사)의京仁驛傳競走(경인역전경주)”. 조선일보. 1925년 4월 11일.
- “第一囘全朝鮮中等以上學校對抗(제일회전조선중등이상학교대항) 仁川京城間(인천경성간)리레競走(경주)”. 조선일보. 1925년 4월 11일.
- “第一囘全朝鮮中等以上學校對抗(제일회전조선중등이상학교대항) 仁川京城間(인천경성간)리레競走(경주)”. 조선일보. 1925년 4월 12일.
- “第一囘全朝鮮中等以上學校對抗(제일회전조선중등이상학교대항) 仁川京城間(인천경성간)리레競走(경주)”. 조선일보. 1925년 4월 16일.
- “第一囘全朝鮮中等以上學校對抗(제일회전조선중등이상학교대항) 仁川京城間(인천경성간)리레競走(경주)”. 조선일보. 1925년 4월 25일.
- “驛傳競走延期(역전경주연기)”. 조선일보. 1925년 4월 25일.
- “今日(금일) 仁川京城間長踵離(인천경성간장종리)리레競走(경주)”. 조선일보. 1925년 5월 16일.
- “京仁街道近百里(경인가도근백리)에 ㅡ大壯觀(대장관)일今日競走(금일경주)”. 조선일보. 1925년 5월 16일.
- “期待(기대)의日(일)은왓다!”. 조선일보. 1925년 5월 16일.
- “仁川(인천)에!仁川(인천)에! 各學校(각학교)와應援團(응원단)”. 조선일보. 1925년 5월 17일.
- “二時間卅六分卅七秒(이시간삽육분삽칠초)의 新記錄(신기록)으로養正軍優勝(양정군우승)”. 조선일보. 1925년 5월 17일.
- “薰風飄爽(훈풍표상)하는京仁街道(경인가도)에 必勝(필승)을期(기)하는七校健兒(칠교건아)”. 조선일보. 1925년 5월 17일.
- “朝鮮日報主催(조선일보주최) 一回(일회)리레競走(경주)”. 조선일보. 1925년 5월 18일.